# Les Esbahis
Les Esbahis est une comédie humaniste publiée par Jacques Grévin en 1561, dans son Théâtre. Elle fut représentée le 16 février 1561 (nouveau style), au Collège de Beauvais. 

## Intrigue
Un jeune « advocat » est amoureux de la belle Madalêne (« Jamais ne receutes que peine / Poursuyvant vostre Madalêne », II; 643-644)
, mais celle-ci est déjà courtisée par le vieux marchand Josse, et un Italien brutal et mégalomane, Panthaléone.

« Voici en gros le sujet: G[e]rard, vieux marchand, veut marier sa fille à Josse, son confrère. Cette fille, Madel[ê]ne, est amoureuse d'un jeune avocat, qui s'introduit chez elle sous les habits de Josse. Plus tard, Josse retrouvera sa femme légitime, qui avait été enlevée par un gentilhomme, et les amants s'épouseront à la fin. »

— Edouard Bourciez, Les mœurs polies et  la littérature de cour sous Henri II, Genève, Slatkine reprints, 1967,p. 293.

« Le désordre que représente l’amour du vieux Josse pour une toute jeune fille et sur lequel s’ouvre la pièce sera corrigé par la séduction de Madalêne par l’Advocat, qui mènera au mariage des deux jeunes gens, ce qui est dans l’ordre des choses. L’affaire principale, le mariage de Madalêne et de l’Advocat, est donc présentée par son envers, son négatif : le mariage projeté entre Josse et Madalêne. »

— E. Lapeyre, introduction de son édition, p. LXII.

## Personnages
JOSSE,		Marchand.
MARION,		Lavandiere.
ANTHOINE	Serviteur.
L’ADVOCAT,
LE GENTILHOMME
JULIEN,		Serviteur.
PANTHALEONE,		Italien.
MADALENE,		Fille de Gerard.
CLAUDE,		Macquerelle.
GERARD,		Marchand.
AGNES,		Femme de Josse.

## Regards critiques
- « [...] quant à Grévin, il prête volontiers à ses créations une partie de son indignation devant la corruption des mœurs contemporaines et il en fait les porte-parole, en partie involontaire, de ses dénonciations et de ses impatiences. »

Enea Balmas, La Renaissance, II, 1548-1570, Paris, Arthaud, 1974, p. 91
- « [...] dans Les Ebahis, Grévin introduit des personnages et des procédés de la comédie italienne, et il donne à l'intrigue une complexité jusqu'alors inconnue en France.

» Robert Lamarzelle /Michel Simonin, Dictionnaire des lettres françaises. Le XVIe siècle, Paris, Le Livre de poche, 2001, p. 579.
- « Les Esbahis, dont le schéma reproduit celui de la comédie italienne, saluaient le triomphe marivaudien de la jeunesse et de l'amour sur la vieillesse. »

Michel Simonin, Dictionnaire des littératures de langue française. G-O, Paris, Bordas, 1984, p. 982.

## Citations
- « [JOSSE] Ma foy, vous revez des genoux : / D’aujourdhuy je n’entray chez vous. » (IV, 4, 1764-1765)
- « [JOSSE] Puisqu’un aultre a faict son mesnage, / Qu’il en face le mariage ; » (IV, 4, 1776-1777)
- « [MADALENE]  Hé, Dieu ! qu’amour est abondant /  En amertume et en doulceur, /Dont il empoisonne le cueur. / Au goust, il presente le doux / Et de l’amer à tous les coups ; /  Il donne viande amplement / Aux faux desirs d’un pauvre amant.» (IV, 5, 1915-1921)

## Éditions modernes
- E. Balmas, Comédies du XVIe siècle, Milan, Viscontea, 1967 ;
- L. Pinvert, Théâtre complet et Poésies choisies de Jacques Grévin, Paris, Garnier, 1922.
- E. Lapeyre, Paris, Nizet, S.T.F.M., 1980.
- Catherine Douël Dell'Agnola, Paris-Florence, PUF-Olschki, 1995, Théâtre français de la Renaissance, "La comédie à l'époque d'Henri II et de Charles IX", Première série, volume 7 (1561-1568), p. 73-177.

## Études
- Emile Chasles, La comédie en France au XVIe siècle, Paris, Didier, 1862.
- Petit de Julleville, La Comédie et les mœurs en France au Moyen Âge, 1886.
- Pietro Toldo, « La comédie française de la Renaissance »,  Revue d'Histoire littéraire de la France., 1898.*
- D. C. Boughner, The Braggart in Renaissance Comedy, Minneapolis, U. of Minnesota Press, 1954.
- Maria Rosa Lida de Malkiel, « El fanfaron en el teatro del Renacimiento », Romance Philology, XI (1957-58)
- Brian Jeffery, French Renaissance Comedy, 1552-1630, Oxford, Clarendon Press, 1969
- Barbara Bowen, Les Caractéristiques essentielles de la farce française et leur survivance dans les années 1550-1620, University of Illinois Press, 1964.
- Jean-Claude Ternaux, « Messer'Coioni: l'étranger dans Les Esbahis de Grévin (1561) », Théâtres du monde, Cahier hors-série n° 5, La Comédie et l'étranger (dir. Jean-Claude Ternaux), Avignon Université, 2020, pp. 87-96.  (ISSN 1162-7638)